# Belén Rueda
María Belén Rueda García-Porrero (Madrid, 16 maart 1965) is een Spaans actrice en voormalig model. Ze won meer dan vijf acteerprijzen, waaronder een Goya Award voor Mar adentro. Voor haar hoofdrol in El orfanato werd ze onder meer genomineerd voor een Saturn Award en een European Film Award.
Rueda speelde behalve in films ook jarenlang in Spaanse televisieseries. Zo was ze van 1998 tot en met 2002 te zien als Clara Nadal in 115 afleveringen van Periodistas en van 2003 tot en met 2008 als Lucía in 104 delen van Los Serrano.
Rueda was vijftien jaar samen met de Australische regisseur, producent en scriptschrijver Daniel Écija. Zij trouwden in 2003, maar gingen in 2006 definitief uit elkaar. Samen kregen ze dochters Belén (1994), María (1996) en Lucía (1998). María stierf als baby aan een hartaandoening.

## Filmografie
Uitgezonderd korte films.
| Filmografie als actrice |                                       |
| Jaar                    | Titel                                 |
| 2004                    | Mar adentro                           |
| 2007                    | Savage Grace                          |
| 2007                    | El orfanato                           |
| 2008                    | 8 citas                               |
| 2009                    | Spanish Movie                         |
| 2010                    | El mal ajeno                          |
| 2010                    | Los ojos de Julia                     |
| 2011                    | No tengas miedo                       |
| 2012                    | El cuerpo                             |
| 2013                    | Séptimo                               |
| 2013                    | Ismael                                |
| 2016                    | La noche que mi madre mató a mi padre |
| 2017                    | Órbita 9                              |
| 2017                    | Perfectos desconocidos                |
| 2018                    | No dormirás                           |
| 2018                    | El cuaderno de Sara                   |
| 2018                    | El pacto                              |
| 2018                    | Durante la tormenta                   |
| 2019                    | El silencio de la ciudad blanca       |

- Bibsys: 5081471
- Biblioteca Nacional de España: XX1700334
- Bibliothèque nationale de France: cb15847902x (data)
- Catàleg d'autoritats de noms i títols de Catalunya: 981058530465106706
- Gemeinsame Normdatei: 137450028
- International Standard Name Identifier: 0000 0001 2118 955X
- Library of Congress Control Number: no2005055166
- Nationale Bibliotheek van Tsjechië: xx0155486
- Nationale bibliotheek van Australië: 40820557
- Nationale Bibliotheek van Israël: 987007381857105171
- Nederlandse Thesaurus van Auteursnamen: 314772030
- Réseau des bibliothèques de Suisse occidentale: 02-A023024010
- Système universitaire de documentation: 097488267
- Virtual International Authority File: 5263348
- WorldCat: E39PBJtcJxDTdbdCR8vcTYHt8C